# Heike Friedrich
Heike Friedrich (Chemnitz, Alemania, 18 de abril de 1970) es una nadadora alemana retirada especializada en pruebas de estilo libre, donde consiguió ser campeona olímpica en 1988 en los 200 metros y 4 x 100 metros representando a la República Democrática Alemana y campeona mundial en el año 1986 en las pruebas de 200, 400, 4x100 y 4x200 metros libres.

## Carrera deportiva
En los Juegos Olímpicos de Seúl 1988 ganó dos medallas de oro: en los 200 metros estilo libre —con un tiempo de 1:57.65 segundos que fue récord olímpico, por delante de la costarricense Sylvia Poll y la también alemana Manuela Stellmach— y en relevos 4 x 100 metros libres, por delante de Países Bajos y Estados Unidos (bronce). Además consiguió la medalla de plata en los 400 metros libre, con un tiempo de 4:05.94 segundos, tras la estadounidense Janet Evans.

## Palmarés internacional
| Juegos Olímpicos               | Juegos Olímpicos       | Juegos Olímpicos | Juegos Olímpicos |
| Año                            | Lugar                  | Medalla          | Prueba           |
| ------------------------------ | ---------------------- | ---------------- | ---------------- |
| 1988                           | Seúl ( Corea del Sur)  | Medalla de oro   | 200 m libres     |
| 1988                           | Seúl ( Corea del Sur)  | Medalla de oro   | 4x100 m libres   |
| 1988                           | Seúl ( Corea del Sur)  | Medalla de plata | 400 m libres     |
| Campeonato Mundial de Natación |                        |                  |                  |
| Año                            | Lugar                  | Medalla          | Prueba           |
| 1986                           | Madrid ( España)       | Medalla de oro   | 200 m libres     |
| 1986                           | Madrid ( España)       | Medalla de oro   | 400 m libres     |
| 1986                           | Madrid ( España)       | Medalla de oro   | 4x200 m libres   |
| 1986                           | Madrid ( España)       | Medalla de oro   | 4x100 m libres   |
| Campeonato Europeo de Natación |                        |                  |                  |
| Año                            | Lugar                  | Medalla          | Prueba           |
| 1985                           | Sofia ( Bulgaria)      | Medalla de oro   | 200 m libres     |
| 1985                           | Sofia ( Bulgaria)      | Medalla de oro   | 400 m libres     |
| 1985                           | Sofia ( Bulgaria)      | Medalla de oro   | 4x200 m libres   |
| 1985                           | Sofia ( Bulgaria)      | Medalla de oro   | 4x100 m libres   |
| 1985                           | Sofia ( Bulgaria)      | Medalla de oro   | 4x100 m estilos  |
| 1987                           | Estrasburgo ( Francia) | Medalla de oro   | 200 m libres     |
| 1987                           | Estrasburgo ( Francia) | Medalla de oro   | 400 m libres     |
| 1987                           | Estrasburgo ( Francia) | Medalla de oro   | 4x200 m libres   |
| 1987                           | Estrasburgo ( Francia) | Medalla de oro   | 4x100 m libres   |
| 1989                           | Bonn ( Alemania)       | Medalla de plata | 400 m libres     |
| 1987                           | Estrasburgo ( Francia) | Medalla de oro   | 4x200 m libres   |
| 1987                           | Estrasburgo ( Francia) | Medalla de oro   | 4x100 m libres   |
| 1991                           | Atenas ( Grecia)       | Medalla de plata | 4x200 m libres   |